# Joachim Masannek
Joachim Masannek (Hamm, Alemania, 1 de septiembre de 1960) es escritor, director y guionista de películas y libros infantiles para niños.

## Biografía
Estudió filología alemana y filosofía, y se formó en la Escuela Superior de Cine y Televisión de Múnich. Trabajó como cámara, decorador y guionista de producciones de cine y televisión. En 2002 apareció el primer volumen de las historias sobre Las Fieras Fútbol Club, de las que se han publicado 14 volúmenes, que se han traducido a 11 idiomas. Hasta ahora las aventuras de "Las Fieras F.C" se han llevado a la pantalla en seis ocasiones, con Joachim como guionista y director. En las seis entregas Masannek ha tenido como algunos de los protagonistas a sus dos hijos Leon Wessel Masannek y Marlon Wessel.

## Filmografía
- La Panda del Patio (2003)
- Las Fieras Fútbol Club 2 (2005)
- Las Fieras Fútbol Club 3: El ataque de las Vampiresas (2006)
- Las Fieras Fútbol Club 4: El ataque de las Luces Plateadas (2007)
- Las Fieras Fútbol Club 5: Más allá del horizonte (2008)
- V8: Arranquen sus motores (2013)
- V8 2: La venganza de los nitros (2015)
- Las Fieras Fútbol Club 6: La leyenda vive (2016)

## Libros

### Las Fieras Fútbol Club
- Serie principal:
  - 1: León el "Superdriblador" (2002)
  - 2: Félix el Torbellino (2002)
  - 3: Vanessa la Intrépida (2002)
  - 4: Juli el mejor defensa (2002)
  - 5: Deniz la Locomotora (2002)
  - 6: Raban el Héroe (2002)
  - 7: Maxi "Futbolín" Maximilian (2003)
  - 8: Fabi el gran extremo derecho (2003)
  - 9: Joschka el Séptimo de Caballería (2004)
  - 10: Marlon el número 10 (2004)
  - 11: Jojo el que baila con el balón (2004)
  - 12: Rocce el Mago (2005)
  - 13: Markus el Imbatible (2005)

- Serie Nivel 2.0
  - 1: El azote del trueno (2012)
  - 2: El gigante que susurra (2013)

- Libros de la saga fílmica:
  - Las Fieras F.C. 1: En el mundo de las Fieras - La gran aventura cinematográfica (2003)
  - Las Fieras F.C. 2: Álbum de pósters (2005)
  - Las Fieras F.C. 2: El libro de la película (2005)
  - Las Fieras F.C. 3: Álbum de pósters (2006)
  - Las Fieras F.C. 3: El libro de la película (2006)
  - Las Fieras F.C. 3: Inventos de las Fieras (2006)
  - Las Fieras F.C. 4: Álbum de pósters (2007)
  - Las Fieras F.C. 4: El libro de la película (2008)
  - Las Fieras Fútbol Club 5: El libro de la película (2008)

- Materiales adicionales:
  - Los mejores trucos de las Fieras